# Markiplier
Mark Edward Fischbach[uttal saknas], mer känd som Markiplier, född 28 juni 1989, är en amerikansk Youtube-personlighet. Han är ursprungligen från Honolulu, Hawaii, och påbörjade sin karriär i Cincinnati, Ohio. Han är för närvarande bosatt i Los Angeles, Kalifornien.
Under april 2017 hade hans kanal över 6 miljarder visningar totalt och 17 miljoner prenumeranter, vilket gör den till den kanal som hamnar på 22:a plats efter antalet prenumeranter på YouTube. Fischbach gör oftast Let's Play-videor, vanligtvis med spel av slagen survival horror och actionspel.

## Tidigt liv
Fischbach föddes på Tripler Army Medical Center i Honolulu, Hawaii. Hans far tjänstgjorde i det militära, där han träffade Fischbachs mor, som är av koreansk härkomst. Efter hans födelse flyttade hans familj till Cincinnati, Ohio. Ursprungligen studerade Fischbach för att bli en biomedicinsk ingenjör vid Universitetet i Cincinnati, men hoppade av college för att fortsätta sin karriär på YouTube. Han har en äldre bror, Jason Thomas Fischbach, som är konstnär och författare av webbserien Twokinds.

## Youtube-karriär

### Stil
Markiplier har blivit känd för sina otyglade videospelskommentarer, där han skriker, svär och till och med gråter i sina Let's Play-videoklipp. Han censurerar inte sina videor, men det händer att han undertextar svordomar som "duck" (ibland "luck") för "fuck" och "itch" för "bitch". Han är känd för att ha baserat sin kanals utseende efter en rosa mustasch (en referens till hans alter ego, Wilford Warfstache) och har sedan färgat sitt hår rosa, blått och rött. Han gör ofta vloggar där han diskuterar med communityn om olika ämnen, oftast om sig själv och sin kanal. Han deltar regelbundet i konvent, bland annat vid PAX, VidCon, och ComicCon, där han ägnar sig åt autografskrivning, "meets and greets" och paneldiskussioner. Han har också varit engagerad i Make-A-Wish Foundation för att träffa fans.

### Kanalformat
Fischbach är främst känd för sina genomspelningar av indiespel och survival horrorspel, inklusive Five Nights at Freddy's-serien, Amnesia: The Dark Descent och dess uppföljare, Amnesia: A Machine for Pigs, Garry' s Mod, Happy Wheels, Surgeon Simulator 2013, Minecraft, och Slender: The Eight Pages, bland andra.
Fischbach har samarbetat med ett antal kolleger som också är youtubare, inklusive Jacksepticeye, LordMinion777, Muyskerm, PewDiePie, Game Grumps, Cyndago, Yamimash, Jacksfilms, CaptainSparklez, Egoraptor och LixianTV. Han har också samarbetat med kändisar som Jack Black och Jimmy Kimmel. Han har haft framträdanden i TomSka's asdfmovie-serie, Smosh: The Movie, Disney XDs Gamer's Guide to Pretty Much Everything, YouTube Rewinds 2015 och 2016 och Five Nights at Freddy's: The Musical.
En återkommande del av Fischbachs kanal är välgörenhetslivestreams, under vilka han spelar spel samtidigt som han kämpar för att samla in pengar till olika välgörenhetsorganisationer, bland andra Cincinnati Children's Hospital Medical Center, Depression and Bipolar Support Alliance, och Best Friends Animal Society. Enligt Fischbach har han och hans tittare gett upphov till en summa av $1 118 645,14 juli 2016.

### Historia

#### De tidiga åren och växlandet till MarkiplierGAME (2012-13)
Fischbach gick först med på YouTube 26 maj 2012, då han skapade en kanal under användarnamnet "Markiplier". Fischbachs första serie var en genomspelning av tv-spelet Amnesia: The Dark Descent. Efter att ha spelat flera andra spelserier, inklusive Penumbra och Dead Space, bannade Youtube Fischbachs AdSense-konto. Trots att han vädjade till Youtube förlorade han i slutet överklagandet. På grund av detta skapades en ny kanal som namngavs MarkiplierGAME.

#### Kanalens tillväxt och flytten till Los Angeles (2014)

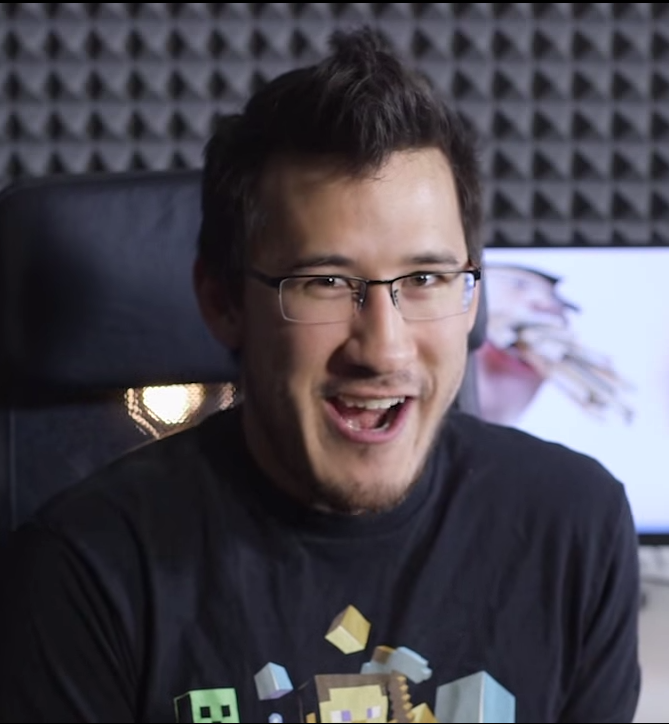
Markiplier 2014

I och med 2014 noterades MarkiplierGAME kanal på New Media Rockstars topp 100 kanaler, rankad som nummer 61. Samma år hade Fischbach meddelat att han planerade att flytta till Los Angeles, Kalifornien, för att kunna vara närmare till andra resurser som kunde hjälpa hans kanal, till exempel Youtube Space och andra innehållsproducenter. Fischbach och hans Youtuberkollega Jenna Mae dök upp på Jimmy Kimmel Live! i september 2014, följande ett bakslag som Kimmel fått om skämt han hade gjort om Youtube och Let's Play-videor. 2015 var han rankad sexa i en lista över de tjugo mest inflytelserika kändisarna av tonåringar i USA.

#### Paus och passerandet av 10 miljoner prenumeranter (2015)

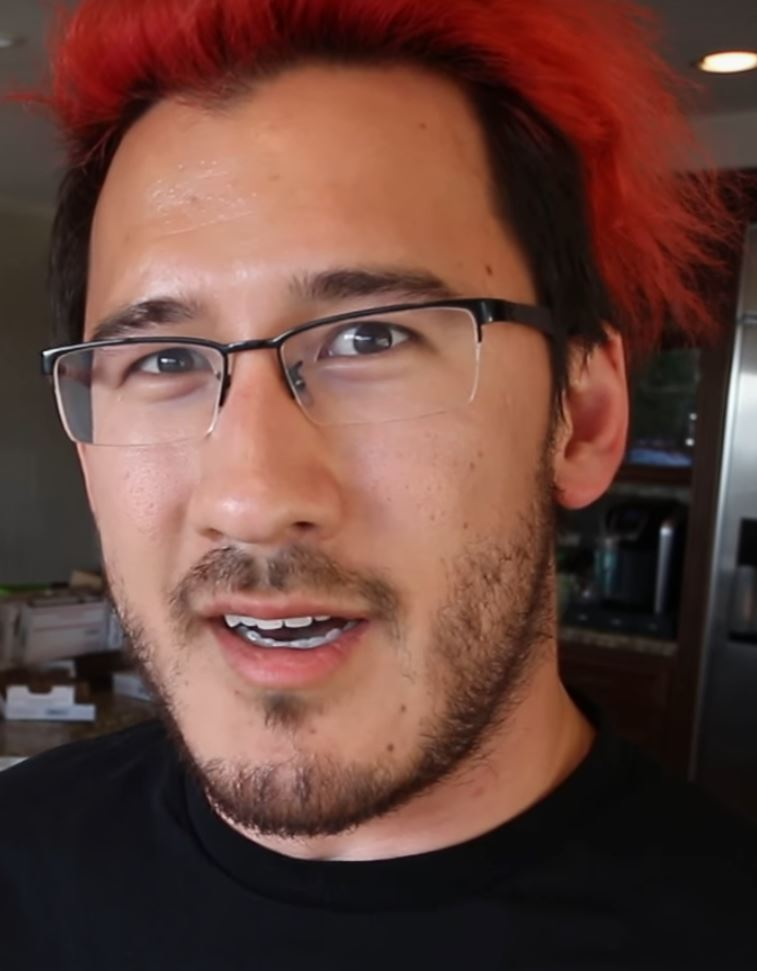
Markiplier visas i en Vlogbrothers-video 2016

Från och med 2015 bodde Fischbach med de andra youtubarna Daniel Kyre och Ryan Magee, som skapade och drev Youtubesketch- och musikkanalen Cyndago. Matt Watson från Tekokare Studios gick senare med i Cyndago efter att de flyttade till Los Angeles. Deras arbeten var kända för att ha oväntade slut och mörk, ofta störande, humor. Cyndago upplöstes efter Daniel Kyres död. Vid tiden för upplösningen hade gruppen gjort fyrtio sketcher och fjorton låtar, många av dem med Fischbach. Efter Daniel Kyres död och upplösningen av Cyndago hade Fischbach tillfälligt stoppat uppladdningar av nya videor och hade en paus från den 17 september till 5 oktober 2015. Hans återkomst var strax följt av att kanalen nådde 10 miljoner prenumeranter den 15 oktober.
I slutet av 2015 meddelade Fischbach i en video att han hade valt att avstå från alkohol på grund av att hans kropp bristfälligt producerade ett enzym som är viktigt för processen som bryter ner alkohol. Beslutet kom efter en incident där han fick en mindre hjärtattack och var tvungen att föras till sjukhuset, och fick rådet av läkare att göra så. Han sade att på grund av detta att hans populära serie Drunk Minecraft, en serie då han spelade Minecraft full, inte längre skulle produceras.
Fischbach var värd för 2015 South by Southwest (SXSW) Gaming Awards tillsammans med The Legend of Korra-skådespelaren Janet Varney, och hade en framträdande plats i Youtubes årsskiftesspeciell YouTube Rewind.

#### Fortsatt tillväxt (2016 -)
I januari 2016, gick Fischbach med i Revelmode, ett undernätverk till Tekokare Studios, tillsammans med andra youtubare som Jacksepticeye och PewDiePie.
Genom 2016 flyttade Fischbach en del av sin fokus till komedisketcher, som visar hans ambition improvisationsteater. Under 2017 publicerade Fischbach en interaktiv Choose Your Own Adventure-style video som hette "A Date With Markiplier", som togs emot väl av fansen. Youtubaren passerade även 15 miljoner prenumeranter detta år.

## Andra satsningar
Fischbach kom med i styrelsen för serietidningspubliceraren Red Giant Entertainment i november 2014. I juni samma år, under San Diego Comic-Con, hade han varit delvärd för en panel med personer från bolaget som bland annat VD:n Benny R. Powell, och författarna David Campiti, Mort Slott, David Lawrence, och Brian Augustyn. Under 2016 meddelades det att han skulle medverka i en egen linje av serier.
Fischbach undertecknade ett kontrakt med William Morris Endeavor i slutet av 2016, som har uttryckt intresse för att expandera sig från YouTube-innehåll.

## Filmografi

### Filmer
| År   | Titel              | Roll      | Referenser |
| ---- | ------------------ | --------- | ---------- |
| 2015 | Smosh: The Movie   | sig själv | [ 36 ]     |
| 2015 | Changing the World | sig själv | [ 37 ]     |

### TV- och internetserier
| År        | Titel                                   | Roll      | Notes       | Referenser           |
| --------- | --------------------------------------- | --------- | ----------- | -------------------- |
| 2013–2014 | Table Flip                              | sig själv | 3 episoder  | [ 38 ] [ 39 ] [ 40 ] |
| 2015      | Jimmy Kimmel Live!                      | sig själv | 1 episod    | [ 5 ]                |
| 2015      | Grumpcade                               | sig själv | 20 episoder | [ 41 ]               |
| 2016      | Isabelle Ruins Everything               | Apollo    | Kort        | [ 42 ] [ 43 ]        |
| 2016      | Scare PewDiePie                         | sig själv | 1 episod    | [ 44 ]               |
| 2016      | Gamer's Guide to Pretty Much Everything | sig själv | 1 episod    | [ 45 ]               |

## Priser och nomineringar
| År   | Nominated                             | Award                       | Result    | Referenser |
| ---- | ------------------------------------- | --------------------------- | --------- | ---------- |
| 2016 | Streamy Awards                        | Gaming                      | Nominerad | [ 46 ]     |
| 2016 | Shorty Awards                         | Tech and Innovation: Gaming | Nominerad | [ 47 ]     |
| 2016 | Make-A-Wish Foundation Award Ceremony | Celebrity of The Year       | Vann      | [ 48 ]     |